# Estádio Turner
O Estádio Turner (em hebraico:  אצטדיון טרנר), oficialmente o Yaakov Turner Toto Estádio beer Sheva (hebraico: אצטדיון טוטו באר שבע ע"ש יעקב טרנר) é um estádio futebol em beer Sheva e a casa do Hapoel beer Sheva. Ele foi nomeado pelo ex-prefeito de beer Sheva  Yaakov Turner.

## História
O estádio, localizado no lado norte da cidade de Beer Sheva, aberto durante a temporada de 2015-16, com o clube a vender um registro de 12.000 ingressos para a temporada. no Entanto, como ele não estava pronto para o início da temporada, o Hapoel foram forçados a jogar sua primeira partida em casa no Estádio Teddy em Jerusalém. O primeiro jogo no estádio foi jogado em 21 de setembro de 2015, um empate em 0 a 0 com o Maccabi Haifa.